# Sabinka
Sabinka – przystanek kolejowy w Starym Opolu, w województwie mazowieckim, w Polsce.

## Ruch pasażerski[1]
| Rok  | Wymiana pasażerska na dobę |
| ---- | -------------------------- |
| 2017 | 100-149                    |
| 2018 | 100-149                    |
| 2019 | 150-199                    |
| 2020 | 100-149                    |
| 2021 | 150-199                    |
| 2022 | 150-199                    |
| 2023 | 150-199                    |

## Połączenia bezpośrednie
Na przystanku zatrzymują się wyłącznie pociągi osobowe.
- Warszawa Zachodnia (oraz pewne połączenia przez Warszawę Zach.),
- Siedlce,
- Łuków przez Siedlce.